# Style (chanson de Taylor Swift)
Singles de Taylor Swift
Blank Space
(2014) Bad Blood
(2015)
Style (Taylor's version) est une chanson de l'artiste américaine Taylor Swift, issue de son cinquième album, 1989, dont elle est le troisième single. Puis elle est réenregistrée le 27 octobre 2023 pour la sortie de 1989 (Taylor's version).
L'acteur Dominic Sherwood apparait dans le clip[réf. nécessaire].

## Accueil commercial
Aux États-Unis, Style entre dans le Billboard Hot 100 à la soixantième place, la même semaine où 1989 entre dans le Billboard 200. Elle réintègre le hit-parade le 27 décembre 2014 à la 76e place après s'être fait télécharger 48 000 fois. Style atteint la sixième place durant la semaine du 21 mars 2015. La chanson est certifiée double disque de platine par la Recording Industry Association of America (RIAA). Au Canada, la chanson arrive en sixième place du Canadian Hot 100 le 4 avril 2015. Style est certifiée double disque de platine par la Canadian Recording Industry Association (CRIA).

## Classements et certifications
| Classement (2015)               | Meilleure position |
| ------------------------------- | ------------------ |
| Afrique du Sud (EMA)            | 1                  |
| Allemagne (Media Control AG)    | 76                 |
| Australie (ARIA)                | 8                  |
| Autriche (Ö3 Austria Top 40)    | 28                 |
| Belgique (Flandre Ultratip 100) | 4                  |
| Belgique (Wallonie Ultratip 50) | 6                  |
| Brésil (Billboard Brasil)       | 98                 |
| Canada (Hot 100)                | 6                  |
| Écosse (OCC)                    | 9                  |
| Espagne (PROMUSICAE)            | 47                 |
| France (SNEP)                   | 85                 |
| France (SNEP Téléchargement)    | 102                |
| Hongrie (Rádiós Top 40)         | 31                 |
| Hongrie (Single Top 40)         | 18                 |
| Irlande (IRMA)                  | 38                 |
| Israël (Media Forest)           | 9                  |
| Japon (Hot 100)                 | 53                 |
| Nouvelle-Zélande (RMNZ)         | 11                 |
| Pays-Bas (Nederlandse Top 40)   | 22                 |
| Pologne (ZPAV)                  | 13                 |
| Tchéquie (IFPI Rádio)           | 11                 |
| Slovaquie (IFPI Rádio)          | 19                 |
| Royaume-Uni (UK Singles Chart)  | 21                 |
| États-Unis (Hot 100)            | 6                  |
| États-Unis (Adult Contemporary) | 1                  |
| États-Unis (Dance Club Songs)   | 44                 |

| Pays             | Certification |
| ---------------- | ------------- |
| Australie        | 2 × Platine   |
| Canada           | 2 × Platine   |
| Nouvelle-Zélande | Or            |
| États-Unis       | 2 × Platine   |